# NGC 5512
NGC 5512 is een elliptisch sterrenstelsel in het sterrenbeeld Ossenhoeder. Het hemelobject werd op 3 mei 1883 ontdekt door de Franse astronoom Édouard Jean-Marie Stephan.

## Synoniemen
- ZWG 163.6
- NPM1G +31.0310
- PGC 50749